# 聖馬丁鄉 (哈爾吉塔縣)
46°16′00″N 25°56′09″E / 46.26667°N 25.93583°E
聖馬丁鄉（羅馬尼亞語：Comuna Sânmartin, Harghita），是羅馬尼亞的鄉份，位於該國中部，由哈爾吉塔縣負責管轄，面積42平方公里，海拔高度1,116米，2007年人口2,356，人口密度每平方公里57人。